# Louis de Cazenave

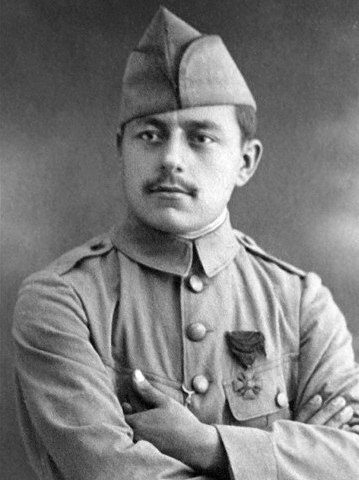
Louis de Cazenave (1918)

Louis de Cazenave (ur. 16 października 1897, w Saint-Georges-d'Aurac, zm. 20 stycznia 2008, w Brioude) – francuski rekordzista długowieczności, w momencie śmierci był jednym z dwóch ostatnich weteranów I wojny światowej we Francji oraz najstarszym mieszkańcem kraju. 
Do wojska został powołany w 1916, służył początkowo jako żołnierz piechoty, a następnie od 1918, w artylerii. Uczestniczył między innymi w słynnej bitwie nad Sommą w 1916, oraz nieudanej ofensywie gen. Roberta Nivelle'a nad rzeką Aisne w 1917 r.  Po demobilizacji pracował w zawodzie maszynisty kolejowego. W 1920, poślubił swoją żonę, Marię którą przeżył  o ponad 34 lata. 
Cazenave rzadko opowiadał o swoich wojennych doświadczeniach, będąc od czasów wojny zdecydowanym pacyfistą. Odznaczony Krzyżem Wojennym; przez długi czas odmawiał przyjęcia Legii Honorowej, przyjął go dopiero w 1995, za namową innych weteranów. Odrzucił także propozycję prezydenta Jacques'a Chiraca, który zaproponował ostatnim weteranom państwowy pogrzeb w paryskim Panteonie. 
Zmarł z przyczyn naturalnych w wieku 110 lat, a o Jego śmierci poinformował syn Louis de Cazenave Jr. Ostatnim francuskim weteranem I wojny światowej został Lazare Ponticelli. 